# 大内村 (山口県)
大内村（おおうちそん）は、山口県吉敷郡にあった村。現在の山口市大内各町にあたる。

## 地理
- 山岳 ： 今山、姫山、西方便山
- 河川 ： 椹野川、仁保川、問田川

## 歴史
- 1889年（明治22年）4月1日 - 町村制の施行により、長野村・矢田村・御堀村の区域をもって発足。
- 1955年（昭和30年）4月1日 - 仁保村・小鯖村と合併して大内町が発足。同日大内村廃止。

## 交通

### 道路
現在は旧村域を中国自動車道が通過するが、当時は未開通。

## 出身・ゆかりのある人物
- 鮎川義介 - 日産コンツェルンの創業者